# César Ritz
César Ritz (Niederwald, 23 febbraio 1850 – Küssnacht am Rigi, 24 ottobre 1918) è stato un imprenditore svizzero fondatore di molti alberghi, fra i quali l'Hotel Ritz di Parigi e l'omonimo di Londra. Era detto "king of hoteliers, and hotelier to kings," (re degli albergatori e albergatore dei re) e dal suo nome derivò il termine inglese ritzy.

## Scuola
La rivoluzione del mondo dell'hotelier da lui effettuata ha fatto si che a lui sia stata dedicata l'unica scuola alberghiera in lingua italiana della provincia di Bolzano, una delle scuole professionali alberghiere più all'avanguardia e più rinomate del nord Italia la Scuola professionale provinciale paritaria alberghiera Cesare Ritz di Merano (BZ) fondata nel 1958